# Augenbewegung
Unter Augenbewegungen (Synonyme: Okulomotorik, Augenmotilität) versteht man die Gesamtheit aller motorischen Ausdrucksformen und Varianten, die den Augäpfeln (Bulbi oculi) zur Verfügung stehen, sich bewusst oder unbewusst, willkürlich oder unwillkürlich in unterschiedliche Richtungen drehen (oder drehen lassen) zu können. Sie sind als aktives Ereignis das Ergebnis bestimmter Innervationsvorgänge und dienen in den meisten Varianten der Aufnahme visueller Reize. Im Gegensatz hierzu bezeichnet man von „außen“ induzierte Augenbewegungen (beispielsweise durch den sogenannten Traktionstest) als passive Augenbewegungen, deren Untersuchung Aufschluss über zum Beispiel mechanisch bedingte Motilitätsstörungen geben soll.
Die Okulomotorik des Menschen vollzieht sich auf der Grundlage eines sehr komplexen Systems mit einer Reihe von Regelkreisen. In diesen Regelkreisen müssen bestimmte funktionale Erfordernisse erfüllt werden. So dient die Netzhaut (Retina) als eine Art Fühler, das Zentralnervensystem stellt Regelmechanismen zur Verfügung, und äußere Augenmuskeln (sechs beim Menschen) fungieren als Stellglied. Mit der Änderung der Augenstellung geht auch wieder eine Veränderung auf der Netzhaut einher, und der Informationsfluss wird zum Kreis.

## Klassifizierung
Folgende Einteilung der Augenbewegungen kann vorgenommen werden:
- Duktionen nennt man die Drehbewegungen eines einzelnen Auges um einen horizontalen, vertikalen oder schrägen Meridian
- Torsion nennt man die Rollbewegungen eines oder beider Augen um die Sagittalachse
- Versionen (Synonyme: Blickwendungen, konjugierte oder assoziierte Augenbewegungen, gleichsinnige Augenbewegungen)
  - schnelle Versionen
    - Sakkaden (Blickzielbewegungen, willkürliche Bewegungen, spontane Blickbewegungen, Kommandobewegungen)
    - rasche Phasen (des optokinetischen und vestibulären Nystagmus)

  - langsame Versionen
    - langsame Phasen (des optokinetischen Nystagmus, Folgebewegungen, Puppenkopf-Phänomen beim vestibulo-okulären Reflex)

- Vergenzen (Synonyme: disjugierte Augenbewegungen, disjunktive Augenbewegungen, gegensinnige Augenbewegungen)
  - akkommodative Vergenzen
  - fusionale Vergenzen

In Abhängigkeit von der Art der Augenbewegungen „fühlt“ die Netzhaut unterschiedliche Regelgrößen. Bei Blickzielbewegungen ist dies die Position des Netzhautbildes, das foveolar fixiert werden soll. Beim optokinetischen Nystagmus ist es die Geschwindigkeit der Bildverschiebung über die Netzhaut. Bei Folgebewegungen ist es eine Kombination aus den vorgenannten Regelgrößen. Bei Vergenzen sind es die Disparität und die Schärfe der Abbildung. All diese Werte werden an die verschiedenen Regler im Zentralnervensystem übermittelt, wo ein Vergleich mit den Ist-Werten und den von der Aufmerksamkeitszuwendung abhängigen Soll-Werten erfolgt. Als Resultat erfolgt ein entsprechender Stellbefehl an die Augenmuskeln.

## Physiologie der Augenbewegungen

### Bewegungsmechanik

Schematische Darstellung von Muskelebene und Abrollstrecke eines Augenmuskels

Der Augapfel (Bulbus oculi) ist ein fast kugelförmiger Körper, der sich innerhalb bestimmter Grenzen ähnlich einer kardanischen Aufhängung um beliebig viele Achsen drehen kann, dabei seine Position innerhalb der Augenhöhle (Orbita) jedoch nicht bzw. nur unwesentlich verändert. Alle möglichen Drehachsen schneiden sich hierbei in einem einzigen Punkt innerhalb der Orbita, dem sogenannten Drehpunkt. Bei einem emmetropen Auge eines Erwachsenen befindet sich dieser Punkt ca. 13,5 mm hinter dem Hornhautscheitel, etwa auf der Gesichtslinie.
Eine Augenbewegung ist abhängig von der Zugrichtung einer Muskelkraft, die bestimmt wird durch seinen Muskelursprung und Muskelansatz (Insertion) am Augapfel. Verbindet man Ursprung, Ansatz und Drehpunkt, erhält man die sogenannte Muskelebene. Die Drehachse eines Muskels ist die Lotrechte auf die Muskelebene und führt durch den Drehpunkt.
Jeweils zwei Augenmuskeln eines Auges weisen eine ähnliche Muskelebene auf, haben annähernd die gleiche Drehachse, unterscheiden sich aber durch die Drehrichtung. Diese Muskeln mit gleicher Drehachse, aber unterschiedlicher Drehrichtung, werden Antagonisten genannt.
Die Kräfte, die ausschließlich am Umfang des Bulbus angreifen, lassen sich mit dem mechanischen Wirkungsprinzip von Hebel oder Rolle vergleichen. Der Punkt, an dem ein Augenmuskel den Augapfel tangential verlässt, wird Tangentialpunkt genannt. Den Umfang des Bulbus zwischen Muskelinsertion und Tangentialpunkt nennt man Abrollstrecke. Tangentialpunkt und Drehpunkt des Auges ergeben den Hebelarm. Dabei stellt die Anordnung des Muskelansatzes sicher, dass die ausgeübte Kraft tangential auf den Augapfel einwirkt und der wirksame Hebelarm sich nicht ändert.
Wenn das Auge sich innerhalb der Orbita nicht bewegt, bedeutet dies nicht, dass keine Kraft am Bulbus angreift, sondern lediglich, dass das angreifende Drehmoment in jeder Richtung so groß ist, wie das Drehmoment in der Gegenrichtung. Dieses Gleichgewicht ist ein stabiles Gleichgewicht und bleibt so lange unverändert, wie die Drehmomente unverändert bleiben. Ändert sich nun ein Hebel oder eine einwirkende Kraft, wird das Auge bewegt – und zwar so lange, bis ein neues Gleichgewicht erreicht wird. Die Differenz der angreifenden Drehmomente bestimmt hierbei die Geschwindigkeit der Augenbewegung.

### Grundlagen der Augenbewegung

Ebene von Listing mit den drei Hauptdrehachsen

Drei Drehachsen sind bei Augenbewegungen besonders hervorzuheben: die z-Achse, die senkrecht durch das Auge verläuft, die x-Achse, die waagerecht verläuft – beide liegen frontoparallel in der Ebene von Listing (benannt nach dem deutschen Mathematiker Johann Benedict Listing) –, und die y-Achse (auch Sagittalachse), die im Drehpunkt die Lotrechte auf diese Ebene bildet. Die Terminologie der Augenbewegungen basiert auf der Definition dieser drei Achsen.
Die Bewegungen erfolgen durch reziproke Veränderung der Innervation. Das Gesetz von Sherrington besagt, dass die Innervation eines Antagonisten in dem Maße nachlässt, in dem die des Agonisten verstärkt wird.
Zudem erleichtert es das Verständnis der Augenbewegungen, aus einer Nullstellung heraus die verschiedenen Blickrichtungen zu betrachten. Diese Nullstellung wird eingenommen bei gerader Kopf- und Körperhaltung und geradeaus gerichtetem Blick. Sie wird Primärstellung oder Primärposition genannt.

#### Bewegungsarten
- Drehbewegungen eines einzelnen Auges nennt man Duktionen. Hierbei unterscheidet man Adduktion (Bewegung zur Nase hin), Abduktion (Bewegung zur Schläfe), Supraduktion oder Elevation (Bewegung nach oben) und Infraduktion oder Depression (Bewegung nach unten). Eine Verrollung, also eine Drehung um die y-Achse, wird Inzykloduktion genannt, wenn sie mit dem oberen Umfang der Hornhaut zur Nase hin erfolgt, hingegen Exzykloduktion, wenn diese Bewegung zur Schläfe hin vollzogen wird. Die sechs äußeren Augenmuskeln erfüllen hierbei neben ihren Hauptfunktionen in Abhängigkeit von der momentanen Blickrichtung weitere, mehr oder weniger ausgeprägte Teilfunktionen.

Rechtes Auge: anatomische Darstellung der Muskelbeteiligungen während der jeweiligen Drehbewegung aus der Primärposition heraus
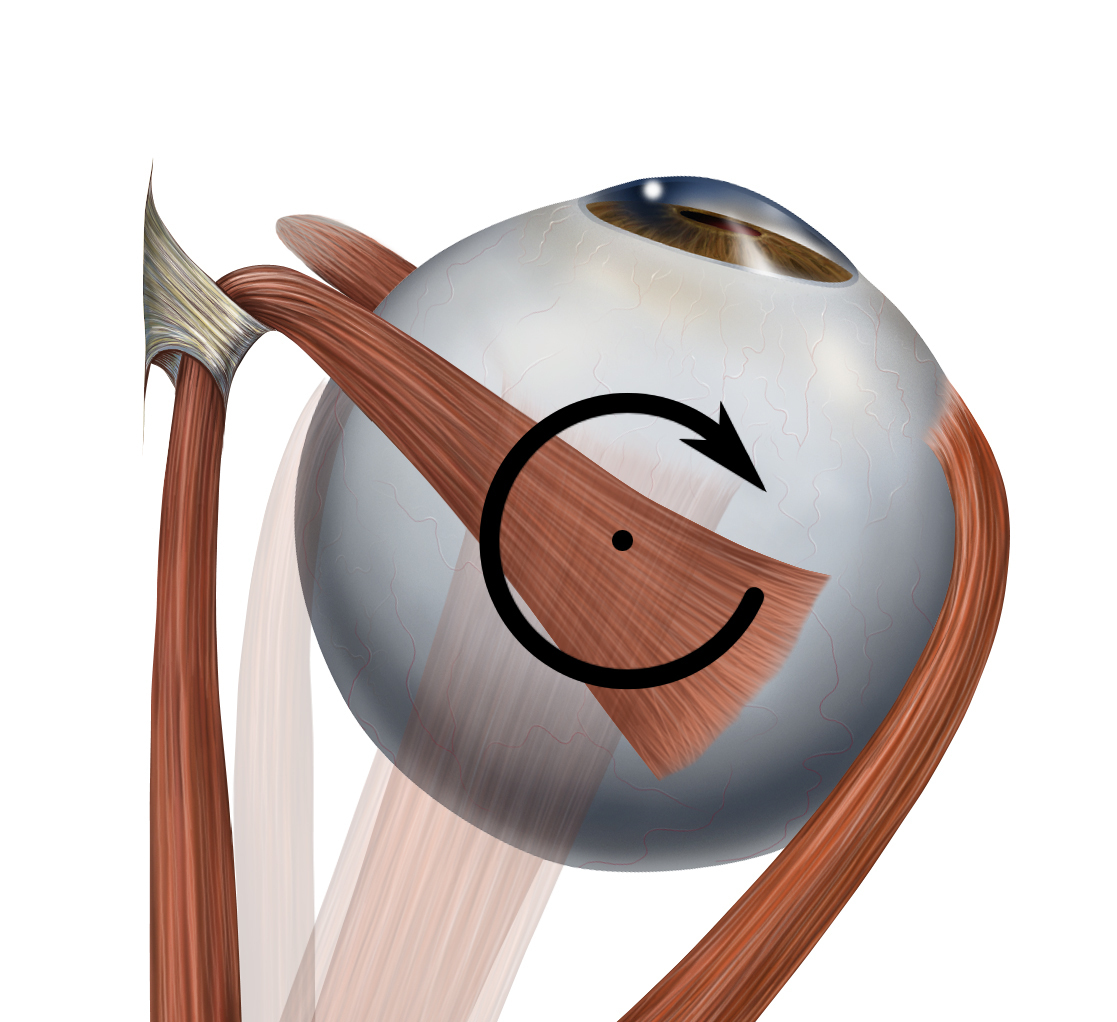
Abduktion
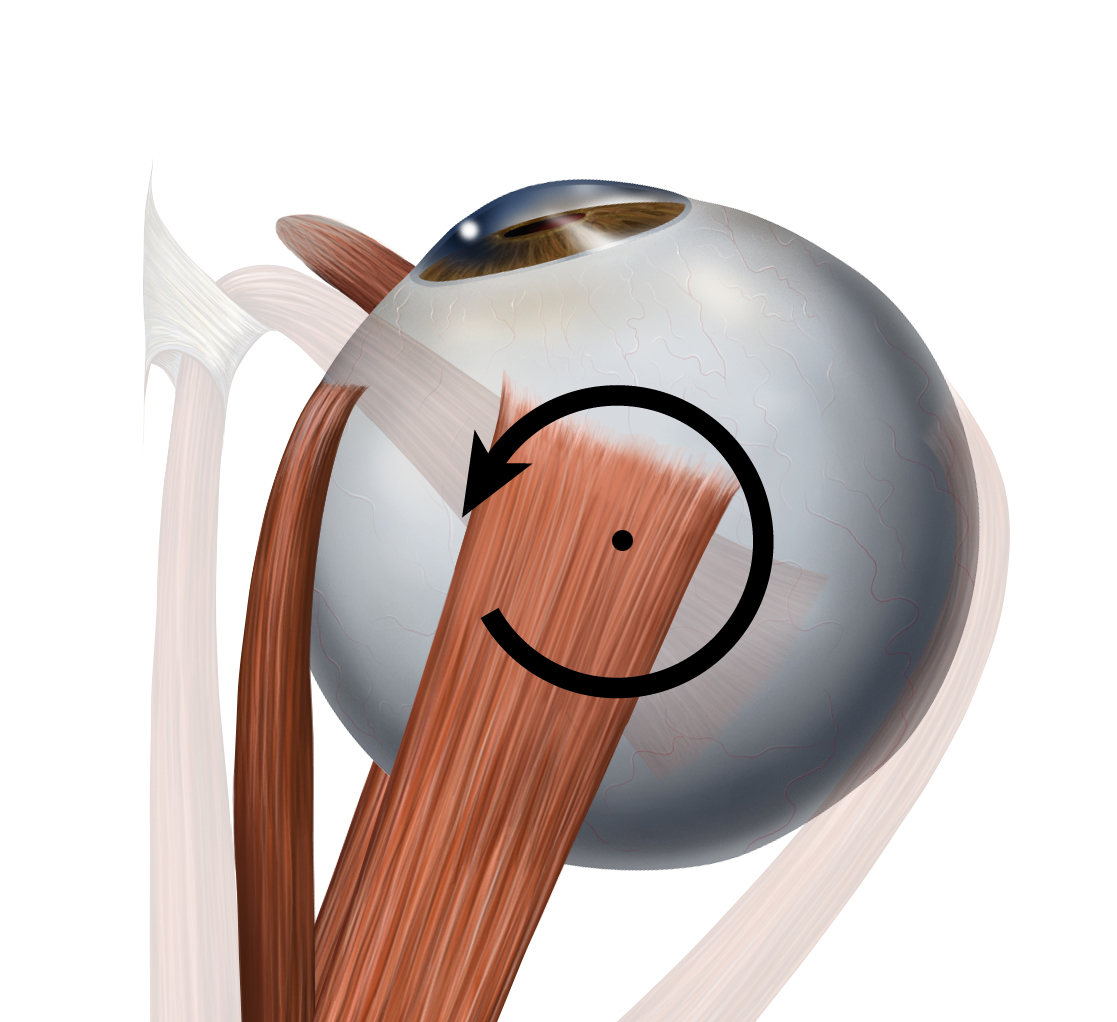
Adduktion
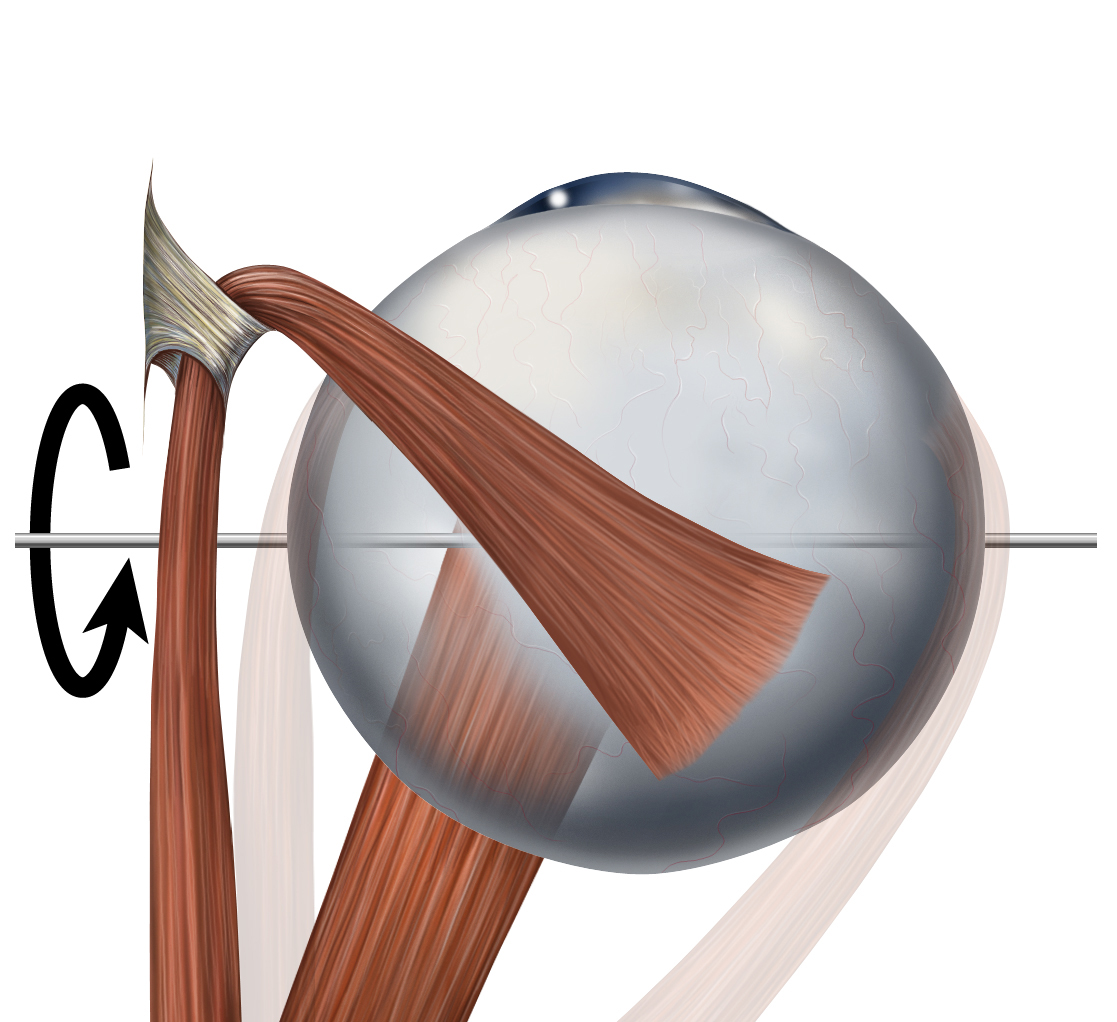
Senkung

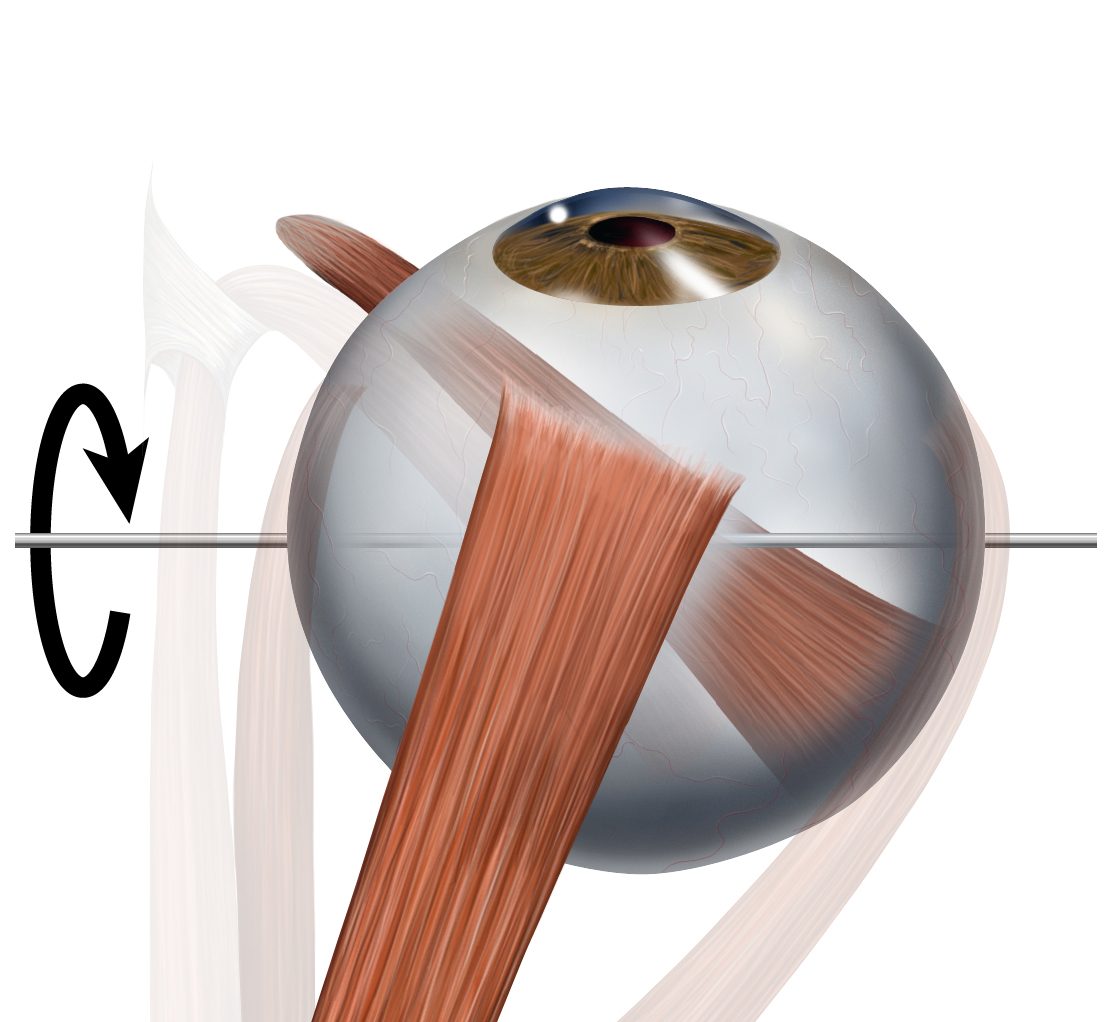
Hebung
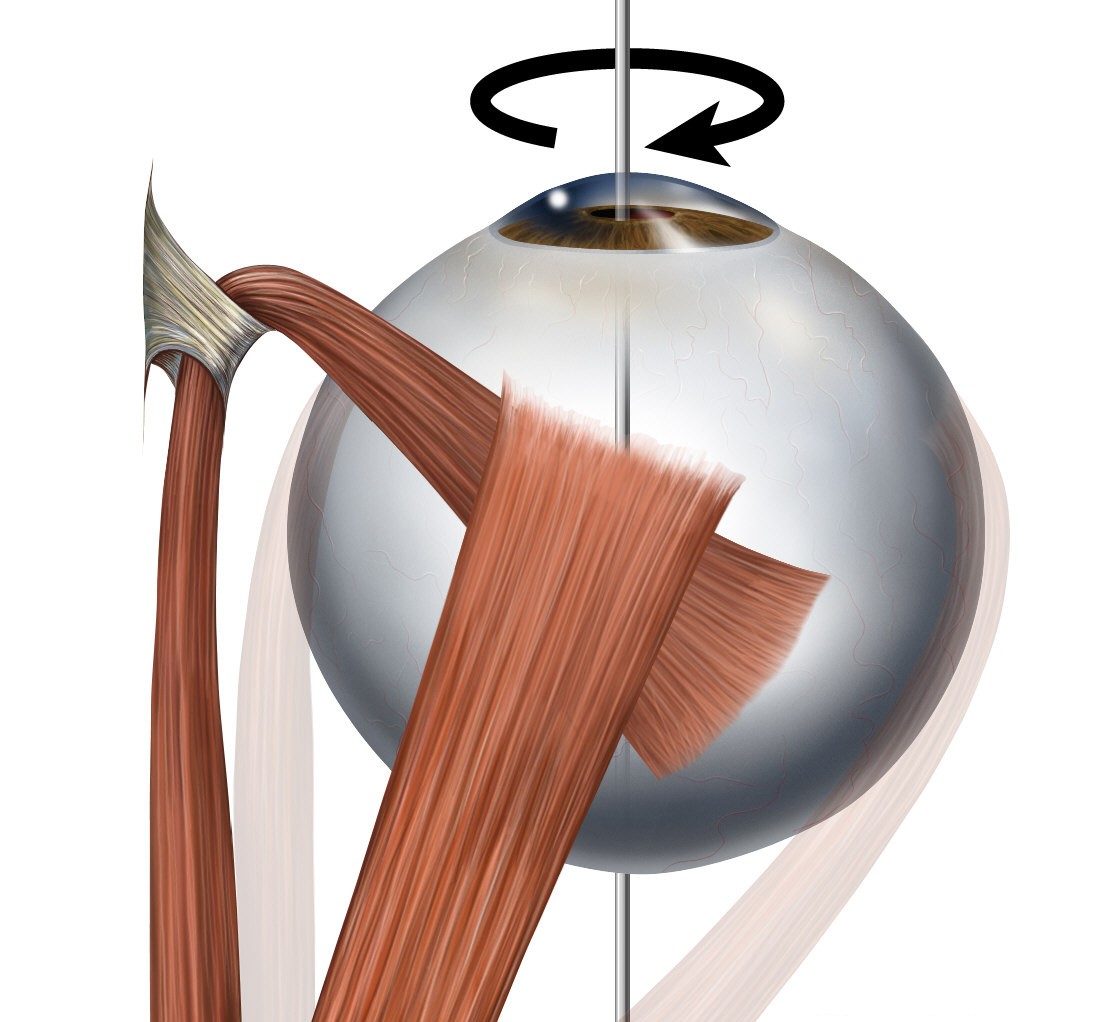
Innenrollung
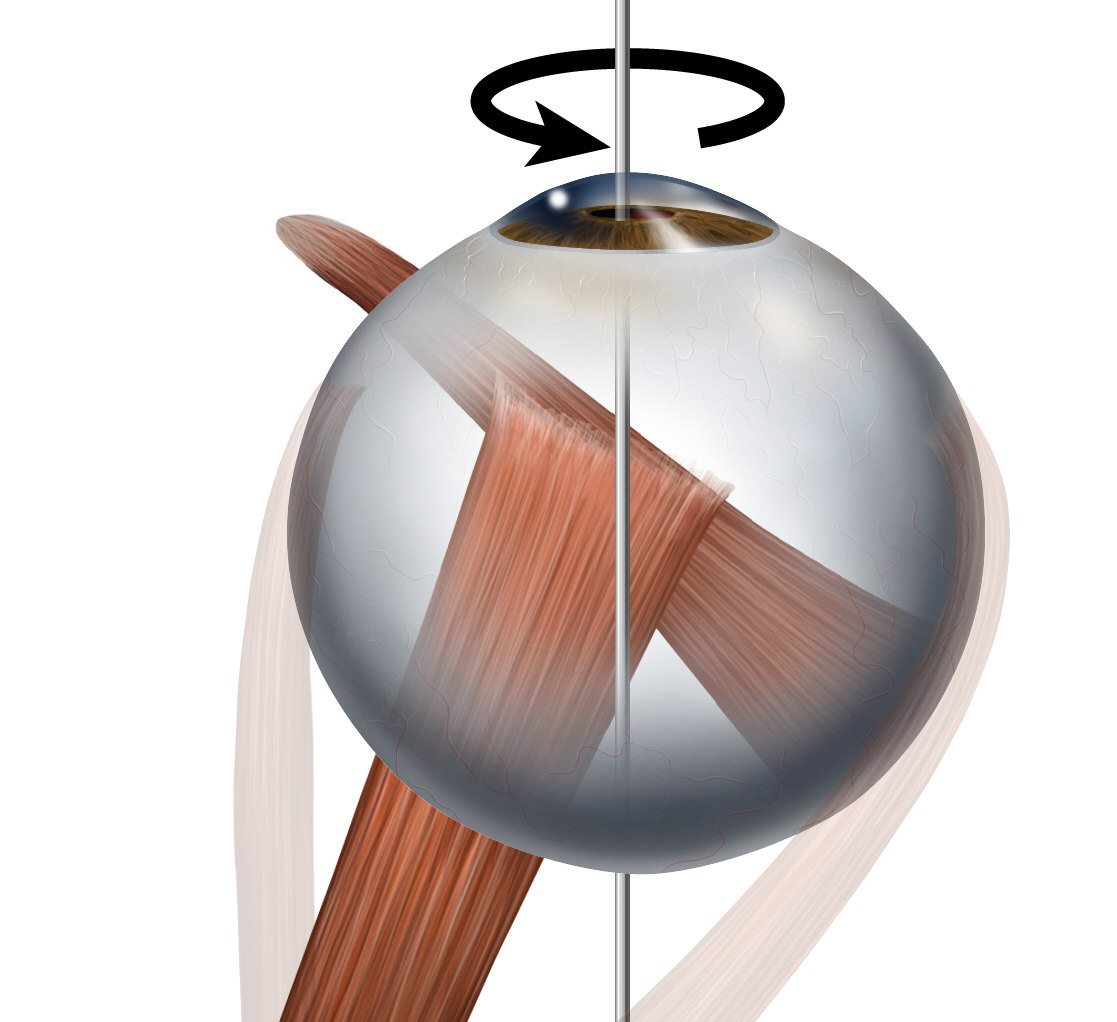
Außenrollung

- Gleichzeitige Drehbewegungen beider Augen unterteilt man in Vergenzen und Versionen. Versionen sind konjugierte (gleichsinnige) Augenbewegungen, also Drehungen um parallele Achsen bei gleicher Drehrichtung. Man spricht von Dextroversionen bei Blickwendung nach rechts, von Lävoversionen bei Blick nach links und von Supra- bzw. Infraversionen bei Blick nach oben bzw. unten. Dextrozykloversionen sind konjugierte Zykloduktionen beider Augen, bei der der obere Umfang der Hornhaut nach rechts geneigt wird. Deren entgegengesetzte Bewegung nennt man Lävozykloversion.
- Mit Vergenzen bezeichnet man disjugierte (gegensinnige) Augenbewegungen, also Drehungen um parallele Achsen bei entgegengesetzter Drehrichtung. Als Konvergenz wird eine Augenbewegung bezeichnet, die aus der Parallelstellung heraus die Gesichtslinien vor den Augen zur Überschneidung bringt, ausgelöst durch eine beidseitige Adduktion. Dementsprechend ist die Divergenz eine Bewegung aus beidseitiger Abduktion, bei der sich die Gesichtslinien hinter den Augen schneiden. Weiterhin spricht man von einer positiven Vertikaldivergenz, wenn die Blicklinie des rechten Auges gegenüber der des linken Auges nach oben abweicht, von einer negativen Vertikaldivergenz im umgekehrten Fall. Eine Inzyklovergenz besteht aus einer beidseitigen Inzykloduktion, eine Exzyklovergenz aus einer beidseitigen Exzykloduktion.
- Unsere Augen führen permanent kleinste Bewegungen aus, auch wenn wir subjektiv den Eindruck haben, einen Punkt vollkommen ruhig zu fixieren. Diese Mikrobewegungen können in drei Formen unterteilt werden:
  - Langsame Mikrobewegungen: Diese, auch Drifts genannten, Bewegungen werden durchgeführt mit einer Amplitude von ca. 2,5 Winkelminuten und einer Geschwindigkeit von 2–8 Winkelminuten/Sek.
  - Mikrosakkaden: Sie weisen eine Amplitude zwischen 3 und 50 Winkelminuten auf und eine Maximalgeschwindigkeit von 8°/Sek. bis 80°/Sek., jeweils in linearer Abhängigkeit von der Amplitude.
  - Mikrotremor: Er weist eine Amplitude von weniger als 1 Winkelminute auf bei einer Geschwindigkeit von bis zu 10 Winkelminuten/Sek. und darüber.

Langsame Mikrobewegungen und Mikrosakkaden dienen der Fixationskontrolle, in dem sie als eine Art Korrektiv die Blicklinien immer wieder auf das Fixationsobjekt zurückführen, von dem sie zwecks Verhinderung der Lokaladaption regelmäßig langsam abweichen.

#### Augenstellungen
Aus der oben genannten Primärstellung heraus kann das Auge eine reine Horizontalbewegung um die z-Achse oder eine Vertikalbewegung um die x-Achse durchführen. Diese Bewegungen aus der Primärposition heraus nach links, rechts, oben oder unten nennt man Kardinalbewegungen. Nach Durchführung einer solchen Kardinalbewegung befindet sich das Auge in einer sogenannten Sekundärstellung. Werden nacheinander eine Vertikalduktion und eine Horizontalduktion durchgeführt, befindet sich das Auge in einer sogenannten Tertiärstellung. In diese Position gelangt ein Auge auch dann, wenn es eine Bewegung um eine schräge Achse vollzieht und nicht nacheinander um die z-Achse und die x-Achse.
Dies bedeutet, dass jede denkbare Blickrichtung eines Auges das Resultat einer Bewegung um eine Achse aus der Primärstellung heraus darstellt. Die Gesamtheit dieser Achsen bildet im Drehpunkt des Auges eine senkrechte, frontoparallele Ebene, die sogenannte Ebene von Listing. Das Gesetz von Listing besagt demnach:
- Alle Augenbewegungen, die aus der Primärstellung heraus in einer Sekundär- oder Tertiärposition münden, sind denkbar als Duktionen um Achsen, die in einer Ebene liegen.

Jedoch ist das Gesetz von Listing nicht auf alle Augenbewegungen anwendbar. Zykloduktionen, also Rollungen, finden um die y-Achse statt, die senkrecht auf der Listing’schen Ebene steht.
Als anatomische Ruhelage wird von Bielschowsky diejenige Stellung der Augen bezeichnet, die, unbeeinflusst von irgendeiner Innervation, nur von mechanischen Faktoren abhängig ist. Da jedoch auch im Schlaf eine Muskelinnervation nicht vollkommen erlahmt, ist eine einfache Messung an Lebenden kaum möglich. Von der anatomischen Ruhelage muss die sogenannte relative Ruhelage oder fusionsfreie Einstellung unterschieden werden, die nach Unterbrechung der Fusion vorliegt.

#### Leistungen des Bewegungsapparates
Die Exkursionsfähigkeit des Auges, also das Ausmaß der Bewegungen bei Kontraktion bestimmter Augenmuskeln, ist in verschiedenen Blickrichtungen unterschiedlich. Eine Adduktion und Abduktion ist in der Regel um ca. 50° möglich. Eine Depression kann bis zu 60° betragen, eine Elevation selten mehr als 45°. Die Bestimmung der monokularen Exkursionsfähigkeit ergibt das monokulare Blickfeld des jeweils rechten und linken Auges. Hingegen spricht man vom binokularen Blickfeld bei dem Bereich, in dem beide Augen gemeinsam foveolar fixieren können. Dieses unterscheidet sich nochmals von dem sogenannten Fusionsblickfeld, da in extremen Blickrichtungen zwar bifoveolar fixiert werden kann, durch seitenungleiche Verrollung jedoch eine Diplopie ausgelöst wird, die in dieser Situation nicht fusioniert wird.
In der Regel wird im täglichen Leben lediglich ein Teil dieser Maximalwerte benötigt. Das Gebrauchsblickfeld nutzt im Allgemeinen nur Exkursionen bis ca. 20°, auch unterstützt durch frühzeitig einsetzende Kopfbewegungen.
Die Winkelgeschwindigkeit, mit der schnelle Augenbewegungen (Sakkaden) vollzogen werden, ist auch abhängig von deren Amplitude. Maximal beträgt sie etwa 600°/Sek. Folgebewegungen zeigen maximale Geschwindigkeiten von ca. 100°/Sek., Vergenzbewegungen selten mehr als 20°/Sek. Daraus ergibt sich, dass Sakkaden in der Regel nach ca. 50 msec abgeschlossen sind, während Fusionsbewegungen ca. 0,5–1 Sekunde dauern können. Diese Form der Augenbewegungen erfordert im Normalfall eine Muskelkraft von etwa 0,1–0,5 N, wobei die Muskelinsertionen in Primärposition bereits unter einer Spannung von 0,05–0,1 N stehen. Experimentelle Muskelkraftmessungen haben gezeigt, dass die Kraft eines Augenmuskels auf bis zu 1 N ansteigen kann, ohne dass subjektive Beschwerden oder Ermüdungserscheinungen aufgetreten wären. Gleichwohl schließt dies eine vollkommene Beschwerdefreiheit nicht generell aus. Unter bestimmten Umständen oder entsprechenden Dispositionen kann es zu sogenannter Asthenopie kommen.

## Störungen der Okulomotorik
Es gibt eine ganze Reihe von Störungen der Augenbewegungen und -stellung. Hierzu zählen alle Arten von angeborenen oder erworbenen Schielerkrankungen, Augenzittern (Nystagmus) sowie mechanische und neurogene Störungen (zum Beispiel Orbitabodenfraktur, Obliquus-superior-Myokymie, internukleäre Ophthalmoplegie, endokrine Orbitopathie, supranukleäre Blicklähmungen, Vergiftungen, Alkoholkrankheit etc.).

### Topodiagnostik der Augenbewegungsstörungen
Bei der klinischen Beurteilung von Motilitätsstörungen und ihrer Lokalisation können diese in der Regel einem der vier folgenden Bereiche zugeordnet werden:
- Orbita (Augenmuskeln)
- Subarachnoidalraum und Sinus cavernosus (Hirnnerv III, IV und VI)
- hintere Schädelgrube (Hirnstamm mit Kleinhirn)
- supratentorieller Raum (Großhirnhemisphären)

Prinzipiell kann man sich bei der Zuordnung von Bewegungsstörungen zu einem dieser Bereiche auf zwei Kriterien stützen:
1. sind beide Augen betroffen oder nur eines?
2. sind alle Augenbewegungsarten beeinträchtigt oder nur Teile von ihnen?

Zur Prüfung aller Kriterien müssen alle Bewegungsarten systematisch untersucht werden.
- maximale Exkursionsfähigkeit (monokulares Blickfeld)
- Stellung der Augen zueinander (Schielwinkel in verschiedenen Blickrichtungen)
- Geschwindigkeit und Treffsicherheit der Blickzielbewegungen
- Stabilität der Augenpositionen (zum Ausschluss von Spontan- oder Blickrichtungsnystagmus)
- optokinetischer Nystagmus und Folgebewegungen
- vestibulo-okulärer Reflex

Zur Beurteilung können folgende Regeln gelten:
- Sind beide Augen betroffen, spricht dies für eine Erkrankung der Augenmuskeln oder des Hirnstamms
- Sind alle Arten von Augenbewegungen beeinträchtigt, so liegt die Störung vermutlich im Bereich der Augenmuskeln oder der peripheren Nerven
- Sind lediglich Teile der Augenbewegungen gestört, so kann man von einem Funktionsausfall im Zentralnervensystem ausgehen
- Ist nur ein Auge betroffen, spricht dies für eine Läsion der Hirnnerven III, IV oder VI im Bereich zwischen Hirnstamm und Orbita bzw. für möglich mechanische Einschränkungen in der Orbita selbst
- ein isolierter Ausfall des optokinetischen Nystagmus ohne weitere okulomotorische Störungen deutet auf eine Hemisphärenläsion hin, zusammen mit sonstigen Motilitätsstörungen oder einem Blickrichtungsnystagmus auf einen Defekt des Hirnstamms oder des Kleinhirns.

## Wahrnehmungsmerkmale
Die Blickrichtung wird durch das Weiße im Auge (Sclera) erkannt. Die Sclera ist beim Menschen, im Vergleich zu den mehr als 200 Arten nichtmenschlicher Primaten, etwa dreimal größer, wodurch die Blickrichtung deutlich besser zu erkennen ist.
Fixationen und Sakkaden machen den größten Teil der bewussten Augenbewegungen aus. Während einer Fixation nimmt das Auge über die Netzhaut Informationen aus der Umgebung auf und leitet diese nach einer Vorverarbeitung an das Gehirn weiter. Während einer Sakkade hingegen nimmt das Auge keine visuellen Informationen auf. Man ist in dieser Phase tatsächlich blind und sieht darin eine der Mitursachen der Unaufmerksamkeitsblindheit, also der Unempfänglichkeit für visuelle Reize durch mangelnde Aufmerksamkeit. Allerdings konnte experimentell bestätigt werden, dass während dieses Wahrnehmungsausfalls die Verarbeitung der zuletzt empfangenen Daten sehr wohl fortgesetzt wird.
Augenbewegungen sind sehr individuell und können selbst bei derselben Person unter verschiedenen Bedingungen sehr unterschiedlich ausfallen. Die Dauer der Fixationen und das Muster und die Längen der Sakkaden sind nicht nur abhängig von allgemeinen Eigenschaften wie Geschlecht und Alter, sondern richten sich auch stark nach Gewohnheiten, Fähigkeiten, Interesse und Absichten des Betrachters. Auch biologische Faktoren wie etwa Drogen- oder Koffeinkonsum können die Augenbewegungen sehr stark beeinflussen. Die für die Forschung wichtigste Eigenschaft ist jedoch die starke Veränderung der Augenbewegungen aufgrund der dargebotenen visuellen Reize, zum Beispiel der Schwierigkeit eines Textes oder der Komplexität eines Bildes. Erst diese Abhängigkeit legt die Eye-Mind-Hypothese nahe, nämlich dass das Sehen und die kognitive Verarbeitung des Gesehenen sich gegenseitig beeinflussen und experimentell begründbare Rückschlüsse aufeinander zulassen. Den Vorgang des Sehens selbst bezeichnet man deshalb heute auch als Intentionales Sehen, also einer aktiven, bewusst gesteuerten Handlung durch den Sehenden.

## Forschungsgebiete der Blickbewegungsforschung
Die Blickbewegungsforschung untersucht die Zusammenhänge zwischen Blickziel- und Folgebewegungen und Verarbeitungsprozessen im Gehirn und verbindet als Teil der Psychologie nicht nur Wahrnehmungs-, Kognitions- und Werbepsychologie, sondern unterstützt auch Disziplinen wie die Linguistik, die Sicherheitstechnik oder die Erforschung von Benutzerfreundlichkeit. Dabei werden mittels Blickbewegungsregistrierung, engl. eye tracking, der maschinellen Messung und Aufzeichnung der Augenbewegungen, zunächst Daten gewonnen, die dann anschließend durch die Blickbewegungsanalyse wissenschaftlich ausgewertet werden.
Um einen Überblick über die Bedeutung und die Fähigkeiten der Blickbewegungsforschung zu geben, werden hier stellvertretend einige aktuelle Forschungsgebiete dargestellt. Es gibt jedoch noch zahlreiche weitere Fragestellungen, mit denen sich die Blickbewegungsforschung beschäftigt. Im Allgemeinen wird die Blickbewegungsanalyse jedoch eingesetzt, um Theorien zu falsifizieren oder zwischen zwei konkurrierenden Modellen das wahrscheinlichere herauszufinden.

### Integration
Durch seine spezielle Konstruktion nimmt das Auge kein fotografisches Bild der Umgebung auf, sondern erzeugt gleichzeitig pro Sekunde bis zu 100 unscharfe und extrem komprimierte Gesamtbilder des peripheren Gesichtsfeldes sowie 3 bis 4 hochauflösende Punkte mit Hilfe der fovealen Wahrnehmung. Diese Daten werden mit bestehenden Vorstellungsbildern abgeglichen und in eine Wahrnehmung umgewandelt (wie dies beim Lesen von Texten geschieht, siehe Lesen).

### Lesen von Text

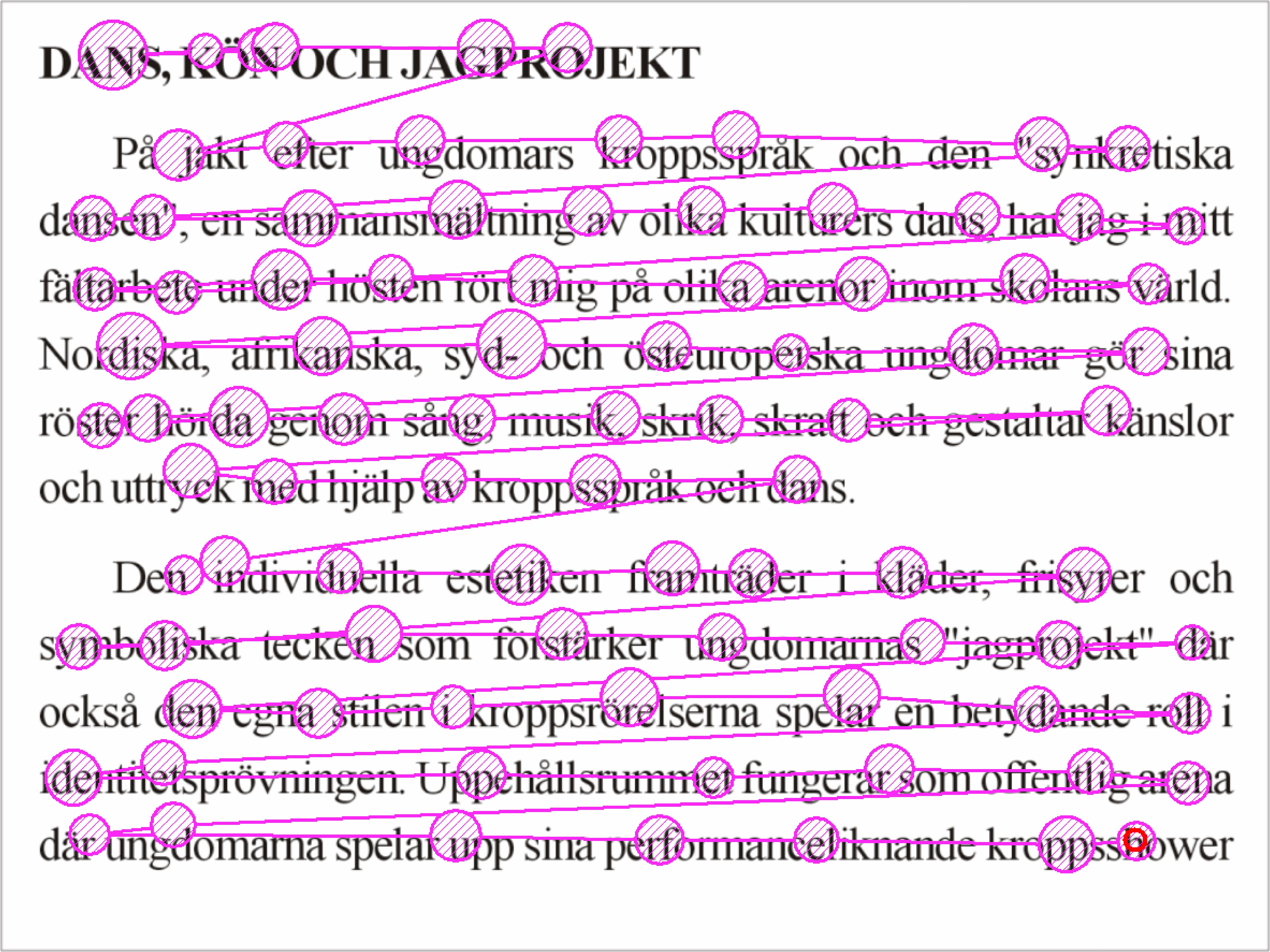
Blickbewegungen beim Lesen eines Textes

Durch die Blickbewegungsregistrierung sind heute die typischen Blickbewegungen beim Lesen bekannt. Im westlichen Raum verlaufen dabei die schnellen Sakkaden von links nach rechts und oben nach unten – sie folgen also einer imaginären Diagonale, die durch die Leserichtung vorgegeben ist. Daneben kommt es aber auch zu Regressionen (Lesesakkaden), die der Leserichtung entgegengesetzt sind und zu bereits gelesenen Textstellen zurückführen. Diese Regressionen werden oft gezielt provoziert und untersucht, denn sie geben Auskunft darüber, wie Sätze in ihrer Struktur analysiert und ihr Bedeutungsinhalt ermittelt wird.
Je nach Erfahrung des Wahrnehmenden, Schwierigkeit des Textes und dem Kontext der Informationsaufnahme variieren die messbaren Attribute in der folgenden Weise: Mit zunehmendem Anspruch und sinkender Vorhersagbarkeit der visuellen Information werden die Sakkaden kürzer und die Fixationsphasen länger. Bei mehrdeutigen und missverständlichen Textinhalten nimmt der Anteil der Regressionen zu.

#### Erklärungsmodelle
Es gibt zwei konkurrierende Modelle, die versuchen zu erklären, wie Leser ihre Augenbewegungen festlegen. Das cognitive process model behauptet, dass der Blick erst dann zum nächsten Wort springe, wenn eine bestimmte Auslösebedingung erfüllt sei. Diese Bedingung solle der „lexikalische Zugriff“ sein, also der Moment, in dem ein Wort eindeutig identifiziert ist. Die Bedeutung des Wortes und Einordnung in den Text müssten zu diesem Zeitpunkt allerdings noch nicht klar sein. Das oculomotor model hingegen besagt, dass die Blickbewegungen hauptsächlich durch einfache Regeln gesteuert seien, die dem Auge vorgegeben würden. So bestimme ein Leser aufgrund seiner Absicht zunächst eine textweite Strategie (zum Beispiel „möglichst aufmerksam lesen“) und arbeite sich innerhalb eines Satzes mithilfe einer angepassten Taktik (zum Beispiel „Satz ist kompliziert, langsam machen“) voran. Die Forschungsergebnisse scheinen dem cognitive process model eher Recht zu geben als dem oculomotor model, allerdings konnte bisher keine der zahlreichen Abwandlungen dieser Basismodelle eindeutig bestätigt werden.

#### Schnelllesen
Als Schnellleser bezeichnet man Menschen, die mit 600 bis 700 Wörtern pro Minute etwa doppelt bis dreimal so schnell lesen wie der durchschnittliche Leser und trotzdem den wesentlichen Teil des Textes erfassen. Experimentelle Untersuchungen zeigen, dass ein durchschnittlicher Leser, der die Anweisung erhält, einen Text „zu überfliegen“, eine vergleichbare Geschwindigkeit und Aufnahmefähigkeit erreicht.

### Lesen von Spezialschriften
Weitere Untersuchungsobjekte sind das Lesen von Spezialschriften wie Notenschrift oder mathematischen Formeln. In beiden Gebieten richten sich die Blickbewegungen äußerst stark nach dem Inhalt der dargebotenen Information. Notensätze mit vielen Akkorden zeichnen sich zum Beispiel durch zahlreiche vertikale Blickbewegungen aus, während bei Stücken mit kontrapunktischer Melodieführung horizontale Sakkaden überwiegen.

## Anwendungsgebiete der Blickbewegungsanalyse

### Allgemeine Anwendungen
Die Untersuchung der Art und Weise, wie Personen reale Szenen oder deren Abbildungen betrachten, bildet die Basis für die praktische Anwendung der Blickbewegungsforschung. Die Analyse, welche Punkte in einem Bild oder Foto zuerst und welche am längsten betrachtet werden, gibt Hinweise für die Beantwortung von Fragen wie: „Welche Merkmale müssen betrachtet werden, um ein Gesicht zu erkennen?“, „Wo muss ich Verkehrsschilder anbringen, damit sie gesehen werden?“, „Wie sollten die Bedienelemente einer grafischen Benutzeroberfläche gestaltet werden?“, „Wo sind Sicherheits- und Warnhinweise an Produkten, Maschinen (z. B. Verletzungsgefahr) oder in Gebäuden (z. B. Notausgang, Fluchtweg) zu platzieren, damit sie schnell aufgenommen werden?“, usw.

### Konsumentenforschung
Praktische Erkenntnisse der Blickbewegungsanalyse werden verwendet, um Schnittstellen und mediale Informationsträger in ihrer Funktionsweise zu verbessern. Dies umfasst zum Beispiel die Untersuchung der Lesbarkeit und Wahrnehmung von Texten und Bildern in der Werbung. In der Konsumentenforschung wird das Blickverhalten von Werbebotschaften (z. B. Anzeigen, Außenwerbung, Websites) seit Beginn der 1970er Jahre untersucht, als entsprechende Biometrie-Messgeräte zur Verfügung standen. Ziel ist es dabei, das Blickverhalten und die Informationsaufnahme zu beurteilen. Dabei geht es u. a. um die Frage, welche Signale in Bildelementen, Grafiken oder Texten aufgenommen werden, in welcher Reihenfolge und mit welcher Verweildauer. Empirisch nachgewiesen wurde, dass gleich große Bilder früher durch den Betrachter analysiert und dekodiert werden als Texte (Bild-vor-Text-Regel). Das Verweilen auf Bildelementen von Abbildungen, die Fixationen, und die Bewegungen zum nächsten Bildelement, die Sakkaden, werden bei der Blickbewegungsanalyse interpretiert. Jeder Blickverlauf gliedert sich in eine bestimmte Anzahl von Fixationen und Sakkaden, in Abhängigkeit vom Medium und der Neigung des Betrachters, sich mit dem Medium auseinanderzusetzen. Empirisch wurde untersucht, dass eine Fixation durchschnittlich 200 bis 400 msec dauert, während eine durchschnittliche Sakkade 30 bis 90 msec in Anspruch nimmt. Während die Fixationen eine intensive Informationsaufnahme und deren kognitive Verarbeitung darstellen, sind die Sakkaden schnelle Sprungbewegungen des Auges, um neue Informationen aufzunehmen. Die Konzeption von Werbemitteln wird so untersucht. Dem liegt zugrunde, dass das Leseverhalten von Bildern und Texten (außer z. B. in der arabischen Welt) von oben nach unten und links nach rechts (Schreib-Lese-Richtung) verläuft. Ziel ist es, die Informationsaufnahme durch optimal platzierte Bilder/Bildelemente, Headlines, Fließtexte, Markensignierungen usw. zu unterstützen. Die konzeptionelle Anordnung der Bild-, Text- und Grafikelemente eines Werbemittels ergibt dann ein „geführtes“ Blickverhalten (Reihenfolge der Signalverarbeitung), welches über die Dauer der Betrachtung und die Intensität der kognitiven Informationsverarbeitung entscheidet.

### Informatik
In der Informatik kann sie als Untersuchungsmethode der Software-Ergonomie im Bereich der Benutzerfreundlichkeit eingesetzt werden und dient dann der Qualitätsanalyse von Schnittstellen der Mensch-Computer-Interaktion, wie etwa grafischen Benutzeroberflächen.

## Augenbewegungen ohne Wahrnehmung

### Rapid Eye Movements
In der Schlafforschung sind schnelle und heftige Augenbewegungen ein Indikator für den sogenannten REM-Schlaf, eine Phase des Schlafes, während der die Augenaktivität zunimmt und die Pupillen zittern. Diese REM-Phase (Abkürzung von  Rapid Eye Movement) ist offenbar mit den Traumphasen des Schlafes korreliert. Weckt man schlafende Personen während einer REM-Phase, können sie besonders häufig über Träume berichten. In Schlaflabor-Versuchen konnten Testpersonen während eines luziden Traums vorher verabredete Signale mittels bestimmter Augenbewegungen an die Versuchsleiter senden. Das deutet darauf hin, dass die geträumten Augenbewegungen von den realen Augenmuskeln nachvollzogen werden, dass diese also im Gegensatz zu anderen Muskeln im Schlaf nicht „abgeschaltet“ werden. Dennoch ist der Zweck der REM ungeklärt, da auch in anderen Schlafphasen Träume erlebt werden können und EMG-Ableitungen auch an anderen Muskeln Signale liefern können.

### Bell’sches Phänomen
Eine reflektorische Bewegung der Augen nach oben und außen während des Lidschlusses und bei geschlossenen Augen ist als Bell’sches Phänomen bekannt. Es gilt als ein Schutzmechanismus.

### Augenbewegungen beim Denken
Auch finden Augenbewegungen während des Denkens statt. Dies zeigen unter anderem Forschungen von Antje Meyer vom Max-Planck-Institut für Psycholinguistik.

## Trauma-Therapie
In der Behandlungsmethode Eye Movement Desensitization and Reprocessing (EMDR) der Psychotherapie werden Traumata durch den bewussten Einsatz von Augenbewegungen behandelt. Ähnlich dem oben dargestellten Modell werden hier die Augenbewegungen als mit dem Zugriff auf verschiedene Erinnerungszentren des Gehirns verbunden angesehen. Durch die Bewegungen sollen diese Zentren gezielt angesprochen werden und so ein Informationsfluss zwischen der rechten und linken Gehirnhälfte eingeleitet werden. Bei diesen Augenbewegungen steht die reine Bewegung im Vordergrund, eine bewusste Wahrnehmung findet nicht statt. Die Therapie ist umstritten: EMDR wird von einigen klinischen Psychologen als eine Pseudowissenschaft oder als falsifiziert angesehen.